# Asiphonella cynodonti
Asiphonella cynodonti är en insektsart. Asiphonella cynodonti ingår i släktet Asiphonella och familjen långrörsbladlöss. Inga underarter finns listade i Catalogue of Life.